# Chiesa di San Giorgio (Castelveccana)
La Chiesa romanica di San Giorgio in Baganella è un edificio religioso di Castelveccana, nella frazione di Sarigo.

## Storia
La costruzione della chiesa iniziò nel corso della seconda metà del XII secolo, secondo lo stile del romanico lombardo. L'edificio divenne un importante luogo di culto della Pieve di Valtravaglia, soprattutto per la presenza del fonte battesimale in granito, tuttora presente, ritenuto per secoli miracoloso, e per questo meta di pellegrinaggio.
La chiesetta conserva intatti l'abside e il campanile, mentre alcuni rifacimenti hanno interessato il corpo centrale della struttura. Le decorazioni dell'abside fanno supporre influssi provenienti dalla zona di Como, in particolare dei maestri comacini. Queste decorazioni riguardano il motivo delle semicolonnine e la cornice degli architetti monoblocchi.
Il campanile, dalla struttura alta e massiccia, è comune alle altre torri campanarie della Valtravaglia. Sul retro della chiesa si sviluppa il cimitero a servizio del borgo di Sarigo.